# Clarity
Albums de Zedd
True Colors
(2015)
Singles
1. Shave It Up
Sortie : 4 octobre 2011
2. Spectrum
Sortie : 4 juin 2012
3. Clarity
Sortie : 1er février 2013
4. Stay the Night
Sortie : 23 septembre 2013

Clarity (en français Clarté) est le premier album du compositeur allemand Zedd. Il est sorti le 2 octobre 2012.

## Liste des pistes
| No  | Titre                                                        | Durée |
| --- | ------------------------------------------------------------ | ----- |
| 1.  | Hourglass (featuring LIZ)                                    | 5:13  |
| 2.  | Shave It Up                                                  | 3:10  |
| 3.  | Spectrum (featuring Matthew Koma)                            | 4:03  |
| 4.  | Lost At Sea (featuring Ryan Tedder)                          | 3:45  |
| 5.  | Clarity (featuring Foxes)                                    | 4:31  |
| 6.  | Codec                                                        | 6:01  |
| 7.  | Stache                                                       | 4:04  |
| 8.  | Fall Into the Sky (avec Lucky Date featuring Ellie Goulding) | 3:37  |
| 9.  | Follow You Down (featuring Bright Lights)                    | 5:47  |
| 10. | Epos                                                         | 5:36  |

| 11. | Spectrum (Livetune Remix) (featuring Hatsune Miku)     | 5:57 |
| 12. | Spectrum (version acoustique) (featuring Matthew Koma) | 1:50 |
| 13. | Clarity (Zedd Union Remix) (featuring Foxes)           | 3:27 |

| 11. | Stay the Night (featuring Hayley Williams de Paramore) | 3:37 |
| 12. | Push Play (by Miriam Bryant)                           | 3:37 |
| 13. | Alive (Zedd Remix) (by Empire of the Sun)              | 3:45 |
| 14. | Breakn' a Sweat (Zedd Remix) (by Skrillex & The Doors) | 4:33 |

| 15. | Spectrum (version acoustique (featuring Matthew Koma)) | 3:50 |
| 16. | Clarity (acoustic version) (featuring Foxes)           | 3:28 |

## Classements et certifications
| Classement (2013)                     | Meilleure position |
| ------------------------------------- | ------------------ |
| États-Unis US Billboard 200           | 38                 |
| États-Unis US Dance/Electronic Albums | 3                  |

## Historique de sortie
| Pays        | Date              | Label              | Format                       |
| ----------- | ----------------- | ------------------ | ---------------------------- |
| Canada      | 2 octobre 2012    | Interscope Records | téléchargement numérique     |
| États-Unis  | 2 octobre 2012    | Interscope Records | téléchargement numérique     |
| Australie   | 5 octobre 2012    | Interscope Records | téléchargement numérique     |
| Royaume-Uni | 5 octobre 2012    | Polydor Records    | téléchargement numérique     |
| Royaume-Uni | 8 octobre 2012    | Polydor Records    | CD                           |
| Canada      | 9 octobre 2012    | Interscope Records | CD                           |
| Allemagne   | 9 octobre 2012    | Interscope Records | CD, téléchargement numérique |
| États-Unis  | 9 octobre 2012    | Interscope Records | CD                           |
| Australie   | 12 octobre 2012   | Interscope Records | CD                           |
| États-Unis  | 24 septembre 2013 | Interscope Records | Édition deluxe               |